# プロレスリング華☆激
プロレスリング華☆激（プロレスリングか☆げき）は、福岡県を中心に活動しているプロレス団体。

## 歴史
- 1997年4月、レッスル夢ファクトリーのアステカ、福岡の広告代理店に勤務していた小川聡志が山川町商工会青年部からプロレスの開催を呼びかけられたのがきっかけとなり設立。
- 6月8日、みやま市山川体育センターで旗揚げ戦を開催。
- 2000年1月、事実上親会社的存在だったレッスル夢から独立。
- 2019年1月12日、イオンモール宇城で開催されたプロレスフェスに参加。

## 主な興行
博多☆エストレージャ
博多で定期開催している興行。「エストレージャ」はスペイン語で「スター」という意味。
名古屋☆エストレージャ
名古屋で年1回開催している興行。

## タイトル
- 博多ライトヘビー級王座
- 博多タッグ王座

## 所属選手
- アステカ
- コスモ☆ソルジャー
- スペル・タイラ
- U.M.A
- 新泉浩司
- 小川聡志
- タコスキッド
- ウロボロス
- フライング・ペンギン（2point5女子プロレス兼任所属）

## 歴代タイトル
- 篠栗88タッグ王座

## 歴代所属選手
- 川内大裕（現：玄海）
- 福田豊（現：ユタカ）
- 日高洋輔（現：中洲ヨースケ）
- ディアブロ
- 黒影
- KAZE
- 久保希望
- 谷口勇武（現：エルブレイブ）
- KING

## 試合中継
終了した番組
- 博多発めんたいルチャテレビ（J:COM 福岡）
- カゲキックスTV（USTREAM）
- ゴツメン'75（USTREMAM）

## エピソード
- 新日本プロレスから譲ってもらったブルーのリングシートを使用している。
- 2007年、福岡ソフトバンクホークス所属選手が出演しているプロ野球の開幕プロモーションCM「ベースボール・スパーリング編」に出てくるリングを提供していた。キャッチコピーは「男、投げ。男、打ち」で松中信彦、斉藤和巳らがリングで投げまくり打ちまくるという内容。アステカがリングの設営を仕切ってリングインの動作演技指導を行っていた。
- 2013年、洋楽マニアで知られ、バンド活動も行っている小川聡志がFMラジオ局「コミュニティーラジオ天神」で音楽番組のパーソナリティーに起用され、2025年現在も続く長寿番組となっている。
- 2014年、アステカ、新泉浩司、KING、小川が福岡を中心に飲食店を多数展開しているアトモスダイニングのCMキャラクターに起用されている。
- 2016年、急性心筋梗塞でアステカが入院して以降は華☆激としての興行は一時的に減少したが所属選手による自主興行が増えたことで活動を続けていた。